# Ghostbusters (film, 2016)
Ghostbusters är en amerikansk komedifilm regisserad av Paul Feig som även skrivit manus tillsammans med Katie Dippold. Filmen innehåller en ensemble av komiker och skådespelare däribland Melissa McCarthy, Kristen Wiig, Kate McKinnon, Leslie Jones, Chris Hemsworth, Bill Murray, Dan Aykroyd och Sigourney Weaver.
Filmen är en reboot på originalfilmen Ghostbusters från 1984 och den tredje filmen i franchisen. Den hade biopremiär i USA den 15 juli 2016.

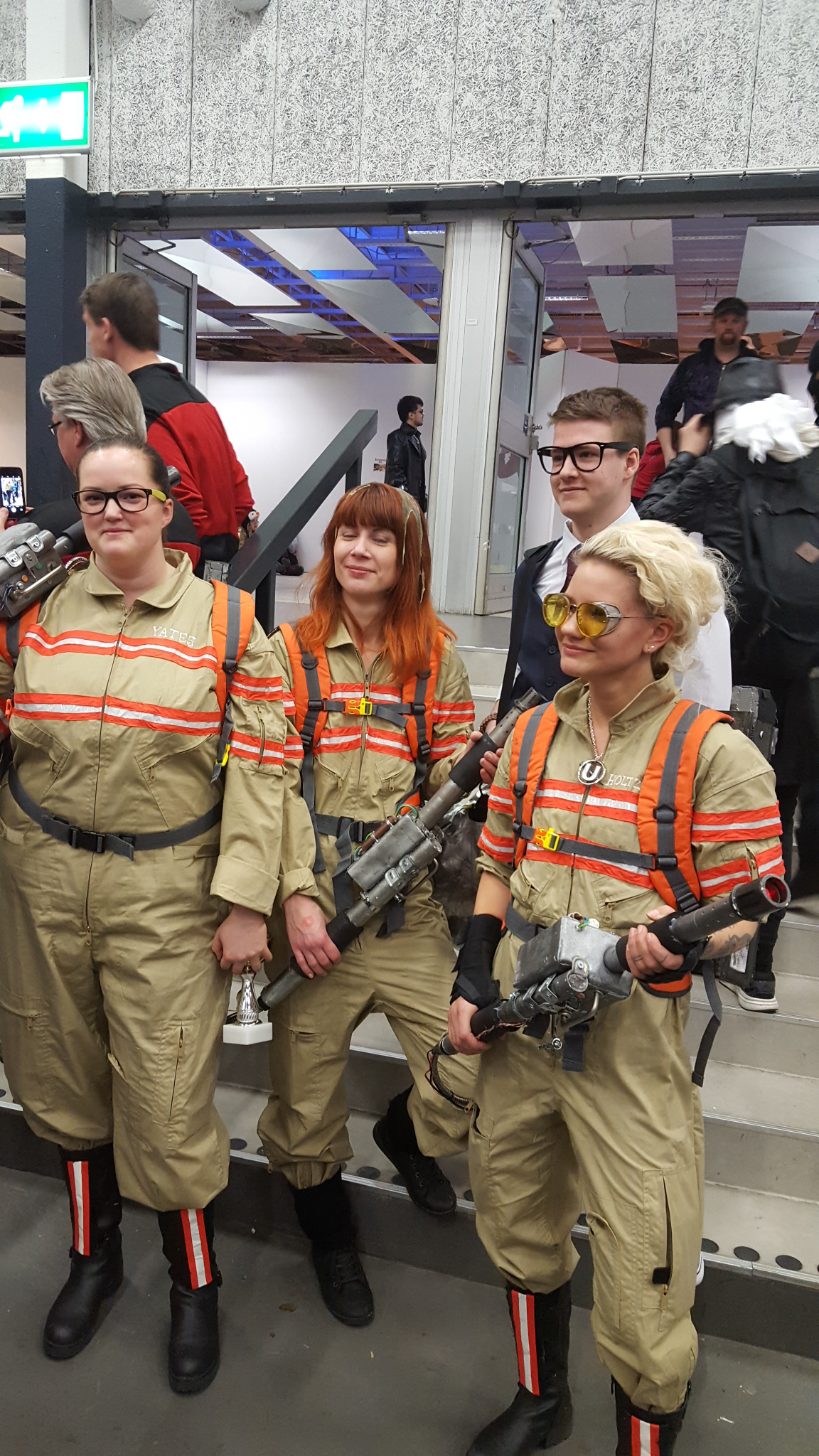
Personer utklädda till figurer från filmen på Stockholmsmässan 2016.

## Handling
Erin Gilbert (Wiig) och Abby Yates (McCarthy) är ett par författare som skriver en bok om att spöken finns i verkligheten. Några år senare får Gilbert ett prestigefyllt läraryrke på Columbia University, men hennes bok dyker upp och hon blir utskrattad av akademin. Gilbert återförenas med Yates och när spöken invaderar Manhattan måste hon och hennes nya team rädda staden.

## Rollista (urval)
- Melissa McCarthy – Dr. Abigail L. "Abby" Yates
- Kristen Wiig – Dr. Erin Gilbert
- Kate McKinnon – Dr. Jillian "Holtz" Holtzmann
- Leslie Jones – Patricia "Patty" Tolan
- Chris Hemsworth – Kevin Beckman
- Neil Casey – Dr. Rowan North
- Andy García – Mayor Bradley, New Yorks borgmästare
- Cecily Strong – Jennifer Lynch
- Michael K. Williams – Agent Hawkins
- Matt Walsh – Agent Rourke
- Charles Dance – Dr. Harold Filmore
- Ed Begley Jr. – Ed Mulgrave Jr.

### Cameos
- Bill Murray – Martin Heiss
- Dan Aykroyd – Cabbie
- Sigourney Weaver – Rebecca Gorin
- Ernie Hudson – Uncle Bill Jenkins
- Annie Potts – Hotel Desk Clerk
- Ozzy Osbourne – Som sig själv
- Al Roker – Som sig själv
- Pat Kiernan – Som sig själv, nyhetsankare
- Adam Ray – Slimer

## Produktion
Den 2 augusti 2014 sa Paul Feig att han ville göra en reboot av Ghostbusters-franshisen med kvinnor i huvudrollerna. 17 september 2014 nämnde Dan Aykroyd i The Hollywood Reporter att han vill göra ett Ghostbusters-universium som Marvel gör med sitt universum. 8 oktober 2014 meddelade The Hollyood Reporter att Katie Dippold och regissören Feig kommer att skriva manuset. Feig meddelade att filmen inte kommer att följa de två tidigare filmerna och att det kommer att vara en reboot på franchisen med kvinnliga huvudpersoner. 15 januari 2015 avslöjade Feig i Empire att filmen kommer att spelas in i New York. I februari avslöjade Feig att han var inspirerad av The Walking Dead. Feig twittrade en bild där han meddelade rollbesättningen med Kristen Wiig, Melissa McCarthy, Kate McKinnon och Leslie Jones januari 2015, även om det var oklart om rollerna var officiellt beslutade vid den tidpunkten. Emma Stone blev kontaktad men bestämde sig för att avstå på grund av "en franchise [var] ett stort engagemang". Cecily Strong var vid ett tillfälle tilltänkt för en ledande roll.
Filmen spelades in i Boston i juli 2015, och i New York 12 september 2015.

## Premiär
Filmen hade galapremiär på Grauman's Chinese Theatre i Los Angeles 9 juli 2016. Den hade premiär 11 juli 2016 i Storbritannien och i USA 15 juli 2016.
Filmen hade Sverigepremiär den 27 juli 2016.

## Mottagande
Filmen mottogs av blandande recensioner från kritiker. Karolina Bergström på Upsala Nya Tidning gav filmen betyget fyra av fem, Emma Gray Munthe på Aftonbladet gav filmen två av fem. Bernt Eklund på Expressen tyckte att filmen inte var superkul och gav filmen två av fem. Camilla Larsson på Sydsvenskan gav filmen tre av fem, hon berömde filmens effekter men tyckte att den saknade rytm och flyt. I USA fick den dock bättre mottagande, New York Times skrev till exempel att det är en av de ovanliga storfilmerna som är underhållande och kul. På Rotten Tomatoes har filmen 74% i betyg.

### Kritik
Filmen blev kritiserad uteslutande på sociala medier för att filmens rollbesättning bestod av enbart kvinnor. Filmen utsattes därmed för en riktad kampanj för att rösta ned filmens betyg. Till exempel blev trailern en av de mest ogillade på Youtube. På IMDB röstades betyget ner långt innan filmen hade haft premiär och någon ens hade sett den. Leslie Jones och de andra kvinnliga skådespelarna utsattes för så mycket hat på Twitter att Paul Feig var tvungen att svara på Twitter att de skulle lämna hans rollbesättning i fred. Leslie Jones blev särskilt utsatt för rasism och sexism. Amerikanska journalister som granskade och analyserade inlägg och kommentarer kom fram till att kritiken mot filmen var enkelspårig och bestod av nästan uteslutande kvinnohat och anti-feminism.